# Portret Andrea Doria kot Neptuna
Portret Andrea Doria kot Neptun ([[lang-it|Ritratto di Andrea Doria in veste di Nettuno}}) je slika olje na platnu, ki jo je Bronzino dokončal za zasebno zbirko v 1530-ih ali 1540-ih. Zdaj je v Pinakoteka  Brera v Milanu v Italiji. Oljna slika na platnu meri 199,5 × 149 cm. V zavestnem oživljanju konvencije v klasičnem kiparstvu, ki prikazuje pomembne politične osebnosti v junaški goloti, prikazuje genovskega admirala Andrea Doria, ki se predstavlja kot klasični bog morja, Neptun.

## Opis
Tema slike je Andrea Doria, renesančni voditelj in admiral iz Genove, ki je bil tudi dejanski vladar mesta-države. Ko je bil portret naslikan, je imel okoli šestdeset let (datum je nekoliko sporen); tako ali tako njegova postava komaj odraža njegovo takratno starost.
Odločil se je, da bo upodobljen gol kot 'Bog morja'. Čeprav je Doria upodobljen gol, ni krhek ali slaboten. Upodobljen je kot močan možakar, ki kaže moškega duha, moč, živahnost in moč. Je strog in odločen, mirno gleda čez vse, kar si ogleduje, pa tudi uglajen in omikan.
Slika naj bi simbolizirala Doriino moč, uspeh in slavo slavnega admirala svojega časa. Njegova brada je dolga, pada kot valovi na morju, šopi las na glavi pa spominjajo na rimske cesarje. Čeprav se je njegovo telo postaralo, je njegova koža še vedno prožna. Prvotno je držal pravokotno veslo, simbol poveljevanja lastni floti, toda glavo trizoba – ki jo je umetnostni kritik Camille Paglia opisal kot karikaturistično – je nanj narisal neznani umetnik. Obris originalnega vesla je še slabo viden. Isti posameznik je verjetno dodal Doriino ime.
Doria drži kos tkanine, ki komaj pokriva njegove genitalije in razkriva nekaj njegovih sramnih dlak. Paglia trdi, da se zdi, da njegov napet, a nekoliko pordel trebuh usmerja svojo moč v Doriin pokrit penis. V trdem lesu trizoba in jambora najde kanček erekcije. Jonathan Jones iz The Guardiana opisuje sliko kot »zavestno enačenje pomorske in spolne moči«.
Doria stoji na krovu svoje ladje, kot bi Neptun na svojem vozu. Za njim je črno, 'zatirajoče' nebo, vendar je poudarjen kot s polno luno ali strelo bližajoče se nevihte. Stoji napeto, z glavo obrnjeno v desno, stegna in zadnjica pa ostanejo v profilu.
Z alegorijo na Neptuna se Doria – s svojim delom »osvajalec sil narave« – povezuje z mitološkimi silami. Postane Neptun, vladar oceanov.

## Doria
Andrea Doria se je rodil v aristokratski družini, ki je bila od leta 1134 premožni politični voditelj Genovske republike, skupaj z drugo vplivno družino Spinola. Že zgodaj je osirotel.
Star okoli šestdeset let, ko je bil ta portret dokončan, je bil Doria znan kot mornariški poveljnik. Več let je prečkal Sredozemlje kot poveljnik genovskega ladjevja in se bojeval proti Turkom in barbarskim piratom. Čeprav je bil sam bogat, je Doria stopil v službo francoskega kralja Franca I., ki ga je postavil za generalnega stotnika. Po izteku pogodbe s Francem I. leta 1528 je Doria vstopil v službo cesarja Karla V. Kot cesarski admiral je poveljeval več ekspedicijam proti Turkom.
Nasploh je bil uspešen in vseskozi aktiven pri vojaških nalogah od zelo zgodnjega otroštva do svojega osemdesetega leta, še posebej uspešen pa je bil na morju. Z vojaškimi uspehi si je pridobil moč, bogastvo, orožje, opremo in zemljo ter jemal vojni plen sovražnikom; to je bila splošna metoda, s katero so genovski plemiči pridobili moč in vpliv. Leta 1528 je Doriaova flota zmagala nad Francozi in jih pregnala iz Genove; Doria je postal novi vladar. Še pri 84 letih je vodil vojaške operacije proti piratom v vodah Genove.

## Nastanek in izvor
Bronzinovi tako imenovani »alegorični portreti«, kot je ta genovski admiral, niso reprezentativni za njegovo umetnost ali za sodobno portretno slikarstvo na splošno, ampak so morda bolj očarljivi zaradi ekscentričnosti upodabljanja javno priznane osebnosti kot gole mitske figure. Pri slikanju Doria ga je morda navdihnila skica Leonarda da Vincija iz leta 1503 o Pozejdonu in njegovih konjih.
Slika je bila naročena za Paola Giovia, škofa in upokojenega papeškega zdravnika, ki je živel blizu Coma, in je bila morda dokončana okrog leta 1530. Giovo je razvil Muzej slavnih ljudi naročenih portretov. Sodobni natisi dela zagotavljajo dokumentarne dokaze o tem, kako je prvotno izgledalo. Obstaja druga različica v vili Doria v Genovi, kjer Doria drži veslo namesto trizoba; zdi se, da je bil to prvotni namen milanske slike.